# 數碼二台 (2011-2015)
DBC數碼二台是DBC數碼電台的一個頻道，前稱「數碼大家台」，香港數碼廣播停播風波後改稱「數碼二台」，2013年9月16日起命名為「數碼二台 新聞台」。
頻道在220.352兆赫的11C頻道中播放，選台號碼為02，為香港第五條啟播之數碼聲音廣播頻道。頻道採用DAB+高清數碼廣播制式，音質比現時調幅及調頻的電台廣播較佳。除了使用數碼廣播收音機外，此頻道還可透過網上直播及手機程式收聽，2015年11月15日起，新聞台停播，原第四台改为第二台，呼号为“DBC me2”，定位為“年青人的頻道”。

## 歷史

### 數碼大家台

2013年1月復播時數碼二台所用的標誌。

數碼大家台於2011年12月13日啟播，節目主持人有梁繼璋、李麗蕊、梁思浩、麥潤壽、林寄韻等等，星期六、日與數碼大聲台聯播。
隨鄭經翰於2012年10月9日宣佈DBC正常廣播於翌日下午5時終止，數碼大家台於2012年10月10日停播。其後多名節目主持人，於10月15日起以無償方式義播7日。參與義播節目包括DBC新聞天地、風波裡的茶杯、開心快活人、十級自由Phone等。義播時段與數碼大聲台聯播；並由數碼大錢台延時十二小時播出，方便海外聽眾。

### 數碼二台
數碼二台於2013年1月28日復播後不再沿用過往的「大家台」名稱，並改為24小時電腦隨機播放中文金曲，間中插入政府宣傳聲帶及自家頻道廣告。。6月29日，宣佈重新將數碼二台定位為新聞台，改用全新口號「緊貼時事 全程關注」，並於7月1日起每日早上七時至晚上七時進行試播新聞及資訊節目，包括交通訊息、詳盡新聞、耳聽八方（閱讀各大報章社評）、新聞通識等，其餘時間則播放華語金曲，同年9月16日起頻道轉為24小時播放新聞及資訊節目的「新聞台」，口號亦再次更改為「數碼新聞爽快，求真更傳神，DBC數碼2台新聞台」。
2014年2月17日起，增設直播新聞時事節目《八、九不離十》，由新聞台首席記者鄧景輝擔任常任主持，後來改由李麗蕊擔任常任主持。11月10日，原於旗艦台播放的Phone-in節目《DBC主場》改於此頻道播放，另於早上時段增設另一直播時段《開心好運來》，同樣由李麗蕊作主持。

## 節目表 (2014年11月8日至2015年11月15日)
| 時間  | 星期一                                                                          | 星期二                                                                          | 星期三                                                                          | 星期四                                                                          | 星期五                                                                          | 星期六            | 星期日            |
| ----- | ------------------------------------------------------------------------------- | ------------------------------------------------------------------------------- | ------------------------------------------------------------------------------- | ------------------------------------------------------------------------------- | ------------------------------------------------------------------------------- | ----------------- | ----------------- |
| 06:00 | 晨早新聞                                                                        | 晨早新聞                                                                        | 晨早新聞                                                                        | 晨早新聞                                                                        | 晨早新聞                                                                        | 晨早新聞          | 晨早新聞          |
| 07:00 | 晨早新聞                                                                        | 晨早新聞                                                                        | 晨早新聞                                                                        | 晨早新聞                                                                        | 晨早新聞                                                                        | 晨早新聞          | 晨早新聞          |
| 08:00 | 開心好運來 （李麗蕊、小米、黎千銘）                                             | 開心好運來 （李麗蕊、小米、黎千銘）                                             | 開心好運來 （李麗蕊、小米、黎千銘）                                             | 開心好運來 （李麗蕊、小米、黎千銘）                                             | 開心好運來 （李麗蕊、小米、黎千銘）                                             | 晨早新聞          | 晨早新聞          |
| 09:00 | 開心好運來 （李麗蕊、小米、黎千銘）                                             | 開心好運來 （李麗蕊、小米、黎千銘）                                             | 開心好運來 （李麗蕊、小米、黎千銘）                                             | 開心好運來 （李麗蕊、小米、黎千銘）                                             | 開心好運來 （李麗蕊、小米、黎千銘）                                             | 晨早新聞          | 晨早新聞          |
| 10:00 | 八、九不離十 （尹志強、馬宏偉、張翠容、潘碧雲、馮德雄、謝曉陽、陳競新、楊健興） | 八、九不離十 （尹志強、馬宏偉、張翠容、潘碧雲、馮德雄、謝曉陽、陳競新、楊健興） | 八、九不離十 （尹志強、馬宏偉、張翠容、潘碧雲、馮德雄、謝曉陽、陳競新、楊健興） | 八、九不離十 （尹志強、馬宏偉、張翠容、潘碧雲、馮德雄、謝曉陽、陳競新、楊健興） | 八、九不離十 （尹志強、馬宏偉、張翠容、潘碧雲、馮德雄、謝曉陽、陳競新、楊健興） | 國際發現 （重播） | 國際發現 （重播） |
| 10:30 | 八、九不離十 （尹志強、馬宏偉、張翠容、潘碧雲、馮德雄、謝曉陽、陳競新、楊健興） | 八、九不離十 （尹志強、馬宏偉、張翠容、潘碧雲、馮德雄、謝曉陽、陳競新、楊健興） | 八、九不離十 （尹志強、馬宏偉、張翠容、潘碧雲、馮德雄、謝曉陽、陳競新、楊健興） | 八、九不離十 （尹志強、馬宏偉、張翠容、潘碧雲、馮德雄、謝曉陽、陳競新、楊健興） | 八、九不離十 （尹志強、馬宏偉、張翠容、潘碧雲、馮德雄、謝曉陽、陳競新、楊健興） | 文化時刻 （重播） | 文化時刻 （重播） |
| 11:00 | 八、九不離十 （尹志強、馬宏偉、張翠容、潘碧雲、馮德雄、謝曉陽、陳競新、楊健興） | 八、九不離十 （尹志強、馬宏偉、張翠容、潘碧雲、馮德雄、謝曉陽、陳競新、楊健興） | 八、九不離十 （尹志強、馬宏偉、張翠容、潘碧雲、馮德雄、謝曉陽、陳競新、楊健興） | 八、九不離十 （尹志強、馬宏偉、張翠容、潘碧雲、馮德雄、謝曉陽、陳競新、楊健興） | 八、九不離十 （尹志強、馬宏偉、張翠容、潘碧雲、馮德雄、謝曉陽、陳競新、楊健興） | 新聞報導          | 新聞報導          |
| 12:00 | 八、九不離十 （尹志強、馬宏偉、張翠容、潘碧雲、馮德雄、謝曉陽、陳競新、楊健興） | 八、九不離十 （尹志強、馬宏偉、張翠容、潘碧雲、馮德雄、謝曉陽、陳競新、楊健興） | 八、九不離十 （尹志強、馬宏偉、張翠容、潘碧雲、馮德雄、謝曉陽、陳競新、楊健興） | 八、九不離十 （尹志強、馬宏偉、張翠容、潘碧雲、馮德雄、謝曉陽、陳競新、楊健興） | 八、九不離十 （尹志強、馬宏偉、張翠容、潘碧雲、馮德雄、謝曉陽、陳競新、楊健興） | 午間新聞          | 午間新聞          |
| 13:00 | 午間新聞及交通消息                                                              | 午間新聞及交通消息                                                              | 午間新聞及交通消息                                                              | 午間新聞及交通消息                                                              | 午間新聞及交通消息                                                              | 午間新聞          | 午間新聞          |
| 14:00 | 午間新聞                                                                        | 午間新聞                                                                        | 午間新聞                                                                        | 午間新聞                                                                        | 午間新聞                                                                        | 午間新聞          | 午間新聞          |
| 15:00 | 午間新聞                                                                        | 午間新聞                                                                        | 午間新聞                                                                        | 午間新聞                                                                        | 午間新聞                                                                        | 午間新聞          | 午間新聞          |
| 15:30 | 午間新聞                                                                        | 午間新聞                                                                        | 午間新聞                                                                        | 午間新聞                                                                        | 午間新聞                                                                        | 國際發現 （重播） | 國際發現 （重播） |
| 16:00 | 今日大贏家 （與財經台聯播）                                                     | 今日大贏家 （與財經台聯播）                                                     | 今日大贏家 （與財經台聯播）                                                     | 今日大贏家 （與財經台聯播）                                                     | 今日大贏家 （與財經台聯播）                                                     | 新聞報導          | 新聞報導          |
| 16:30 | 新聞報導                                                                        | 新聞報導                                                                        | 新聞報導                                                                        | 新聞報導                                                                        | 新聞報導                                                                        | 文化時刻 （重播） | 文化時刻 （重播） |
| 17:00 | DBC主場 （蔡展翔、李華明、方健儀、阮大可、李家文）                              | DBC主場 （蔡展翔、李華明、方健儀、阮大可、李家文）                              | DBC主場 （蔡展翔、李華明、方健儀、阮大可、李家文）                              | DBC主場 （蔡展翔、李華明、方健儀、阮大可、李家文）                              | DBC主場 （蔡展翔、李華明、方健儀、阮大可、李家文）                              | 新聞報導          | 新聞報導          |
| 18:00 | DBC主場 （蔡展翔、李華明、方健儀、阮大可、李家文）                              | DBC主場 （蔡展翔、李華明、方健儀、阮大可、李家文）                              | DBC主場 （蔡展翔、李華明、方健儀、阮大可、李家文）                              | DBC主場 （蔡展翔、李華明、方健儀、阮大可、李家文）                              | DBC主場 （蔡展翔、李華明、方健儀、阮大可、李家文）                              | 新聞報導          | 新聞報導          |
| 19:00 | 傍晚新聞及交通消息                                                              | 傍晚新聞及交通消息                                                              | 傍晚新聞及交通消息                                                              | 傍晚新聞及交通消息                                                              | 傍晚新聞及交通消息                                                              | 新聞報導          | 新聞報導          |
| 20:00 | 晚間新聞報導                                                                    | 晚間新聞報導                                                                    | 晚間新聞報導                                                                    | 晚間新聞報導                                                                    | 晚間新聞報導                                                                    | 晚間新聞報導      | 晚間新聞報導      |
| 20:30 | 晚間新聞報導                                                                    | 文化時刻 （伍嘉敏、劉彤茵、林偉德）                                             | 晚間新聞報導                                                                    | 晚間新聞報導                                                                    | 國際發現 （徐巧明、林靄怡）                                                     | 晚間新聞報導      | 晚間新聞報導      |
| 21:00 | 晚間新聞報導                                                                    | 晚間新聞報導                                                                    | 晚間新聞報導                                                                    | 晚間新聞報導                                                                    | 晚間新聞報導                                                                    | 晚間新聞報導      | 晚間新聞報導      |
| 22:00 | 晚間新聞報導                                                                    | 晚間新聞報導                                                                    | 晚間新聞報導                                                                    | 晚間新聞報導                                                                    | 晚間新聞報導                                                                    | 晚間新聞報導      | 晚間新聞報導      |
| 23:00 | 夜間新聞專輯                                                                    | 夜間新聞專輯                                                                    | 夜間新聞專輯                                                                    | 夜間新聞專輯                                                                    | 夜間新聞專輯                                                                    | 夜間新聞專輯      | 夜間新聞專輯      |
| 00:00 | 八、九不離十 （重播）                                                           | 八、九不離十 （重播）                                                           | 八、九不離十 （重播）                                                           | 八、九不離十 （重播）                                                           | 八、九不離十 （重播）                                                           | 深宵新聞報道      | 深宵新聞報道      |
| 01:00 | 八、九不離十 （重播）                                                           | 八、九不離十 （重播）                                                           | 八、九不離十 （重播）                                                           | 八、九不離十 （重播）                                                           | 八、九不離十 （重播）                                                           | 深宵新聞報道      | 深宵新聞報道      |
| 02:00 | 八、九不離十 （重播）                                                           | 八、九不離十 （重播）                                                           | 八、九不離十 （重播）                                                           | 八、九不離十 （重播）                                                           | 八、九不離十 （重播）                                                           | 深宵新聞報道      | 深宵新聞報道      |
| 03:00 | 深宵新聞報道                                                                    | 深宵新聞報道                                                                    | 深宵新聞報道                                                                    | 深宵新聞報道                                                                    | 深宵新聞報道                                                                    | 深宵新聞報道      | 深宵新聞報道      |
| 04:00 | 深宵新聞報道                                                                    | 深宵新聞報道                                                                    | 深宵新聞報道                                                                    | 深宵新聞報道                                                                    | 深宵新聞報道                                                                    | 深宵新聞報道      | 深宵新聞報道      |
| 05:00 | 深宵新聞報道                                                                    | 深宵新聞報道                                                                    | 深宵新聞報道                                                                    | 深宵新聞報道                                                                    | 深宵新聞報道                                                                    | 深宵新聞報道      | 深宵新聞報道      |

註：有■為有主持的直播節目。

## 外部連結

### 節目網頁
- 《開心好運來》官方網頁 （页面存档备份，存于）
- 《八九不離十》官方網頁
- 《DBC主場》官方網頁

### Facebook 專頁
- 《開心好運來》 Facebook 專頁
- 《八九不離十》 Facebook 專頁
- 《DBC主場》 Facebook 專頁 （页面存档备份，存于）